# Operazione Peking

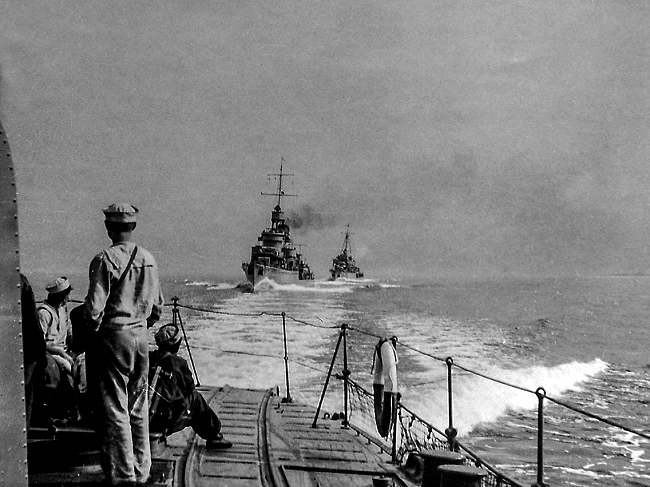
Cacciatorpediniere polacchi durante il Piano Peking. Vista dal Błyskawica del Grom e del Burza.

Il Piano Peking (o Operazione Peking) era un'operazione in cui tre cacciatorpediniere della marina polacca, l'ORP Burza, l'ORP Błyskawica e l'ORP Grom, vennero evacuati nel Regno Unito tra la fine di agosto e l'inizio di settembre 1939. Gli venne ordinato di recarsi nei porti britannici e di assistere la Royal Navy britannica in caso di guerra con la Germania nazista. Il piano ebbe successo e permise alle navi di evitare una distruzione o cattura certe durante l'invasione tedesca.

## Antefatti
Il piano venne creato per rimuovere la Divisione cacciatorpediniere (Dywizjon Kontrtorpedowców) della marina polacca dal teatro operativo del Mar Baltico. La Kriegsmarine aveva un significativo vantaggio numerico sulla marina polacca e, in caso di guerra, l'Alto Comando polacco si rese conto che le navi rimaste nel Mar Baltico sarebbero state rapidamente affondate dai tedeschi. Inoltre, gli Stretti danesi era ben all'interno del raggio operativo della Kriegsmarine e della Luftwaffe, quindi c'erano poche possibilità che il piano avesse successo, se attuato dopo l'inizio delle ostilità.
Il 24 agosto 1939, il governo britannico, tramite il tenente generale Sir Adrian Carton De Wiart, capo della missione militare britannica, fece forti pressioni sul maresciallo Edward Rydz-Śmigły, comandante in capo delle forze polacche, perché gli elementi più moderni della flotta fossero evacuati dal Mar Baltico. Sebbene all'inizio Śmigły-Rydz resistesse all'idea, alla fine accettò.
Parte del motivo per cui Śmigły-Rydz lo fece era l'idea di una testa di ponte rumena: si sperava che le forze polacche potessero resistere nel sud-est del paese, vicino al confine comune con la Romania, fino a quando non sarebbero state rilevate da un'offensiva franco-britannica. Munizioni e armi avrebbero potuto essere consegnate dall'ovest attraverso i porti e le ferrovie rumeni. La marina polacca sarebbe stata quindi in grado di scortare le navi che avrebbero consegnato i rifornimenti ai porti rumeni.

## L'attracco ad Edimburgo

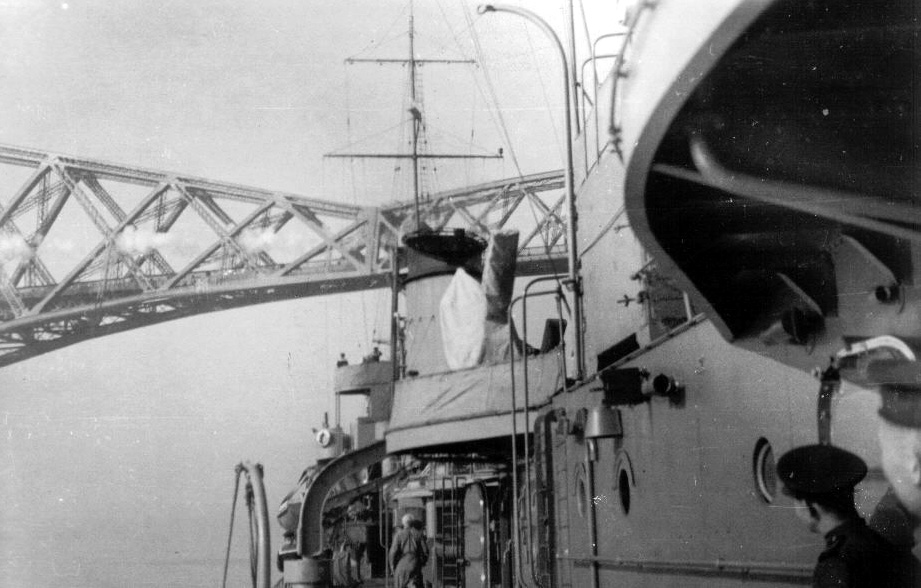
Cacciatorpediniere polacco (Błyskawica o Grom) sotto il Forth Bridge in Scozia

Con l'aumentare delle tensioni tra Polonia e Germania, il comandante della flotta polacca, il contrammiraglio Józef Unrug firmò l'ordine per l'operazione il 26 agosto 1939, un giorno dopo la firma del Patto di mutua difesa britannico-polacco. L'ordine venne consegnato in buste sigillate al comando delle navi. Il 29 agosto, la flotta ricevette il segnale "Peking, Peking, Peking" dal comandante in capo polacco, il maresciallo Śmigły-Rydz. Alle 12:55, le navi hanno ricevuto il segnale tramite bandiere di segnalazione o via radio dalla torre di segnalazione a Oksywie. I rispettivi comandanti delle navi aprirono le buste e partirono alle 14:15 sotto il comando del Komandor porucznik Roman Stankiewicz. Il Błyskawica era comandato dal Komandor porucznik Włodzimierz Kodrębski, il Burza dal Komandor podporucznik Stanisław Nahorski ed il Grom dal Komandor porucznik Aleksander Hulewicz.
Le navi navigarono senza problemi attraverso il Baltico, entrando nell'Øresund dopo la mezzanotte. Nel passaggio incontrarono l'incrociatore leggero tedesco Königsberg e un cacciatorpediniere, ma poiché la guerra non era ancora iniziata non ci furono combattimenti. Le navi polacche poi attraversarono il Kattegat e lo Skagerrak. Il 31 agosto, le navi vennero avvistate e seguite da idrovolanti da ricognizione tedeschi e il gruppo cambiò rotta verso la Norvegia per scrollarsi di dosso l'inseguimento durante la notte, quando esse tornarono alla loro rotta originale verso il Regno Unito. Le navi entrarono nel Mare del Nord, e alle 09:25 del 1º settembre vennero a conoscenza dell'invasione tedesca della Polonia. Alle 12:58 incontrarono i cacciatorpediniere della Royal Navy HMS Wanderer e HMS Wallace e ricevettero un ufficiale di collegamento. Alle 17:37 attraccarono a Leith, il porto di Edimburgo.

## Conseguenze
Il Piano Peking generò polemiche in Polonia, ma si rivelò una decisione saggia. Le navi e i loro equipaggi prestarono servizio a fianco della Royal Navy durante la guerra (l'ORP Burza e l'ORP Błyskawica sopravvissero alla guerra, mentre l'ORP Grom venne affondato il 4 maggio 1940 nel fiordo di Rombaken, vicino a Narvik, durante la campagna di Norvegia). D'altra parte, tutte le altre navi di superficie della marina polacca che erano rimaste nel Baltico vennero ingaggiate e affondate o catturate dalla flotta tedesca, a partire dalla battaglia della baia di Danzica del 1º settembre. Il destino delle due navi più grandi rimanenti è rivelatore: il quarto cacciatorpediniere polacco, il Wicher, e il pesante posamine Gryf, la più grande nave della marina polacca, vennero entrambe affondate entro il 3 settembre, il terzo giorno di guerra.
Quanto ai tedeschi, di fronte al Piano Peking, il 30 agosto richiamarono dal Mar Baltico l'unità tattica che era stata assegnata per affrontarli: i tre incrociatori leggeri Nürnberg , Köln e Leipzig, sotto il vice-ammiraglio Hermann Densch.